# Тимбио
Тимбио (исп. Timbío) — город и муниципалитет на юго-западе Колумбии, на территории департамента Каука. Входит в состав Центральной провинции.

## История
Поселение, из которого позднее вырос город, было основано 1 ноября 1535 года Хуаном де Ампудией и Педро де Аньяско. Муниципалитет Тимбио был выделен в отдельную административную единицу в 1825 году.

## Географическое положение
Город расположен в центральной части департамента, в горной местности Центральной Кордильеры, преимущественно на левом берегу реки Тимбио, на расстоянии приблизительно 10 километров к юго-западу от города Попаян, административного центра департамента. Абсолютная высота — 1790 метров над уровнем моря.
Муниципалитет Тимбио граничит на севере с территорией муниципалитета Попаян, на востоке и юго-востоке — с муниципалитетом Сотара, на юге — с муниципалитетом Росас, на западе — с муниципалитетом Эль-Тамбо. Площадь муниципалитета составляет 205 км².

## Население
По данным Национального административного департамента статистики Колумбии, совокупная численность населения города и муниципалитета в 2015 году составляла 33 883 человека.
Динамика численности населения муниципалитета по годам:
| 2005   | 2006   | 2007   | 2008   | 2009   | 2010   | 2011   | 2012   | 2013   | 2014   | 2015   |
| ------ | ------ | ------ | ------ | ------ | ------ | ------ | ------ | ------ | ------ | ------ |
| 30 028 | 30 327 | 30 678 | 31 046 | 31 424 | 31 818 | 32 217 | 32 628 | 33 046 | 33 467 | 33 883 |

Согласно данным переписи 2005 года мужчины составляли 50 % от населения Тимбио, женщины — соответственно 50 %. В расовом отношении белые и метисы составляли 98 % от населения города; индейцы — 1,1 %; негры, мулаты и райсальцы — 0,9 %.
Уровень грамотности среди всего населения составлял 90,1 %.

## Экономика
Основу экономики Тимбио составляет сельское хозяйство.
59,5 % от общего числа городских и муниципальных предприятий составляют предприятия торговой сферы, 25,7 % — предприятия сферы обслуживания, 14,4 % — промышленные предприятия, 0,4 % — предприятия иных отраслей экономики.

## Транспорт
Через город проходит национальное шоссе № 25 (исп. Ruta Nacional 25).